# Champagne Ruinart
Champagne Ruinart est une maison de Champagne fondée en 1729 à Épernay par Nicolas Ruinart, le neveu du moine bénédictin Dom Thierry Ruinart. Elle est la première et la plus ancienne maison de Champagne. Elle est exploitée par la société MHCS (groupe LVMH) qui détient aussi les marques Champagne Moët & Chandon, Krug et Veuve Clicquot.

## Histoire
Dom Ruinart, issu d'une famille bourgeoise champenoise (ou noble selon les sources) pratiquant alors le négoce du drap, comprend vite les enjeux futurs de la production du champagne et de son commerce lors de ses voyages en Europe. Il remarque l'enthousiasme grandissant que suscite le vin de Champagne dans les sphères aristocratiques des Cours Royales. Il transmet son savoir et sa vision du commerce du champagne à son neveu Nicolas Ruinart.
Mais il faudra attendre l'arrêté royal du 25 mai 1728 pour que le rêve puisse devenir réalité. Par cet arrêté, le roi Louis XV autorise le transport du vin en bouteilles, alors qu'avant cette date le vin ne pouvait voyager qu'en fûts, chose impossible pour le vin de champagne. Fortement inspiré par son oncle, Claude pose alors les fondements de la Maison de Champagne en commençant par transférer la Maison et les caves à Reims, à l'emplacement actuel. Le 1er septembre 1729 est ouvert son premier livre de compte pour le vin par Au nom de Dieu et de la Sainte-Vierge soit commencé le présent livre.
Négociante mais pas viticultrice, la maison Ruinart ne possède pas de vignes et achète à plus de soixante-dix producteurs, une trentaine à Reims et dans les villages du pourtour : Cormontreuil, Écueil, Taissy, Brimont, Chamery, Hautvillers, Saint-Thierry par exemple.
Ses premiers envois de vins de Champagne sont destinés à ses clients acheteurs de draps, ce que l'on pourrait aujourd'hui considérer comme des cadeaux d'affaires. Comme son oncle vingt ans auparavant, il s'aperçoit rapidement que le marché du vin serait bien plus fructueux que celui du drap. Dans les ports, sur les bateaux, les paniers de bouteilles de vin de Champagne remplacent très vite les balles et les rouleaux de tissus. Si bien qu'en 1735, la vente de champagne devient l'unique activité de la Maison Ruinart. Il a rapidement un dépôt et un commis à Lille qui représente 67 % de ses ventes, puis vient Tournai avec 12 % puis Cysoing, Sedan, Rethel, Cambrai, Charleville et aussi Paris, en 1737. Cette activité donne environ 70 000 livres de bénéfices par an.
Ruinart procède à sa première exportation de Champagne rosé en Allemagne le 14 mars 1764, comme l'atteste le livre de comptes de la maison.
Aujourd'hui, cette marque appartient au groupe LVMH. Son siège est situé au 4 rue des Crayères, à Reims où les jardins de 7 000 m2 sont réaménagés et ouvert depuis le 5 octobre 2024.

## Ruinart et l'aviation
À la genèse de l'aviation, Ruinart, comme d'autres maisons de Champagne dont Pommery, va être à l'origine d'un prix : le prix Ruinart créé en 1906 de 12 500 francs-or, offert au premier aviateur réussissant la traversée de la Manche. Ce dernier sera remporté le 21 mai 1910 par Jacques de Lesseps, même si en fait Louis Blériot est le premier à avoir accompli cet exploit en juillet 1909, mais ce dernier ne concourait pas pour le prix Ruinart.

## Anciens dirigeants
- Irénée Ruinart de Brimont (1770-1850)
- Edgard Ruinart de Brimont, Négociant en vins, né à Reims le 19 mai 1829, décédé à Paris le 7 juin 1881[7].

## Photographies

Affiche d'Alphonse Mucha (1896).
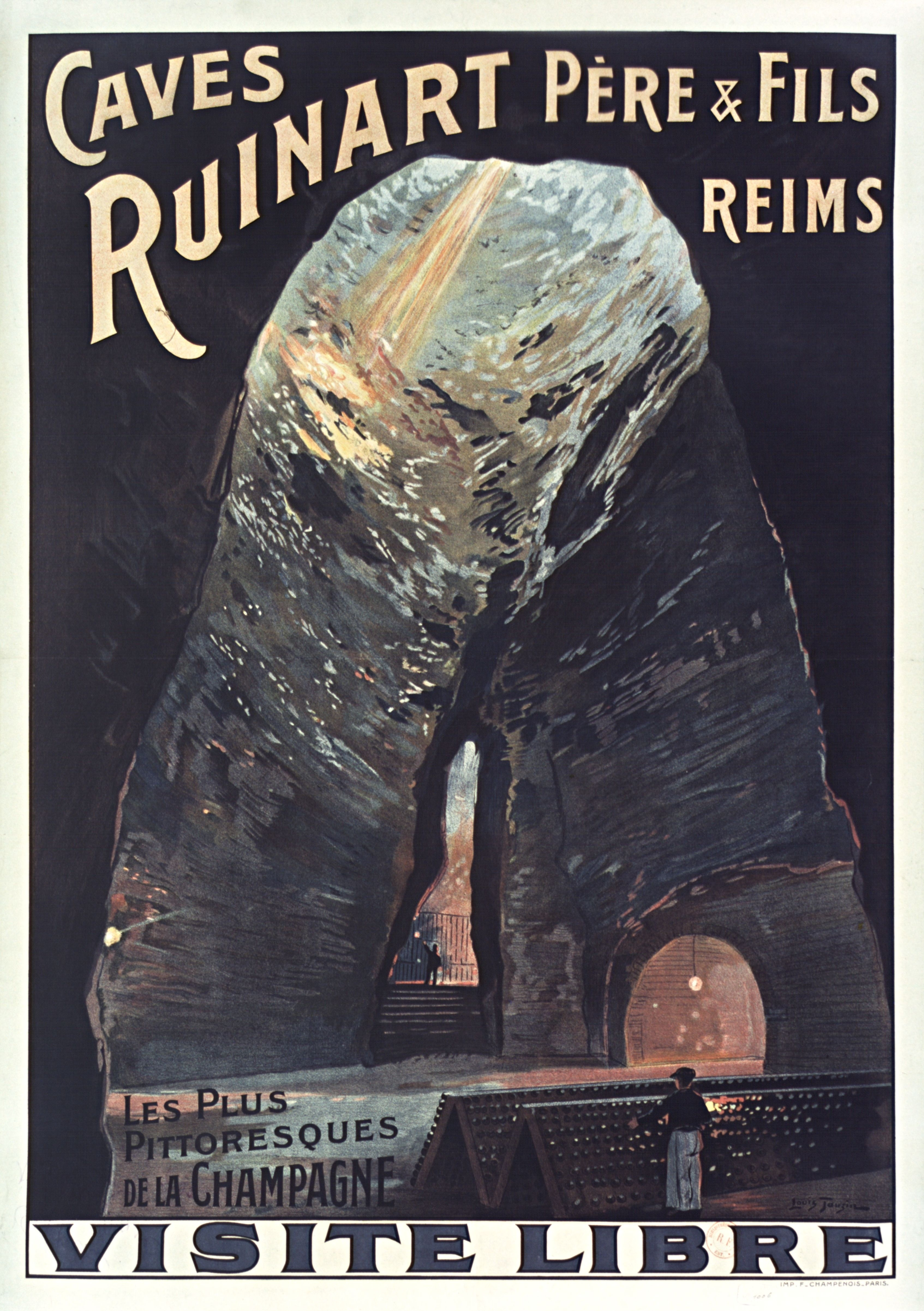
Affiche de Louis Tauzin (1914) montrant Les caves Ruinart de la rue des Crayères à Reims.
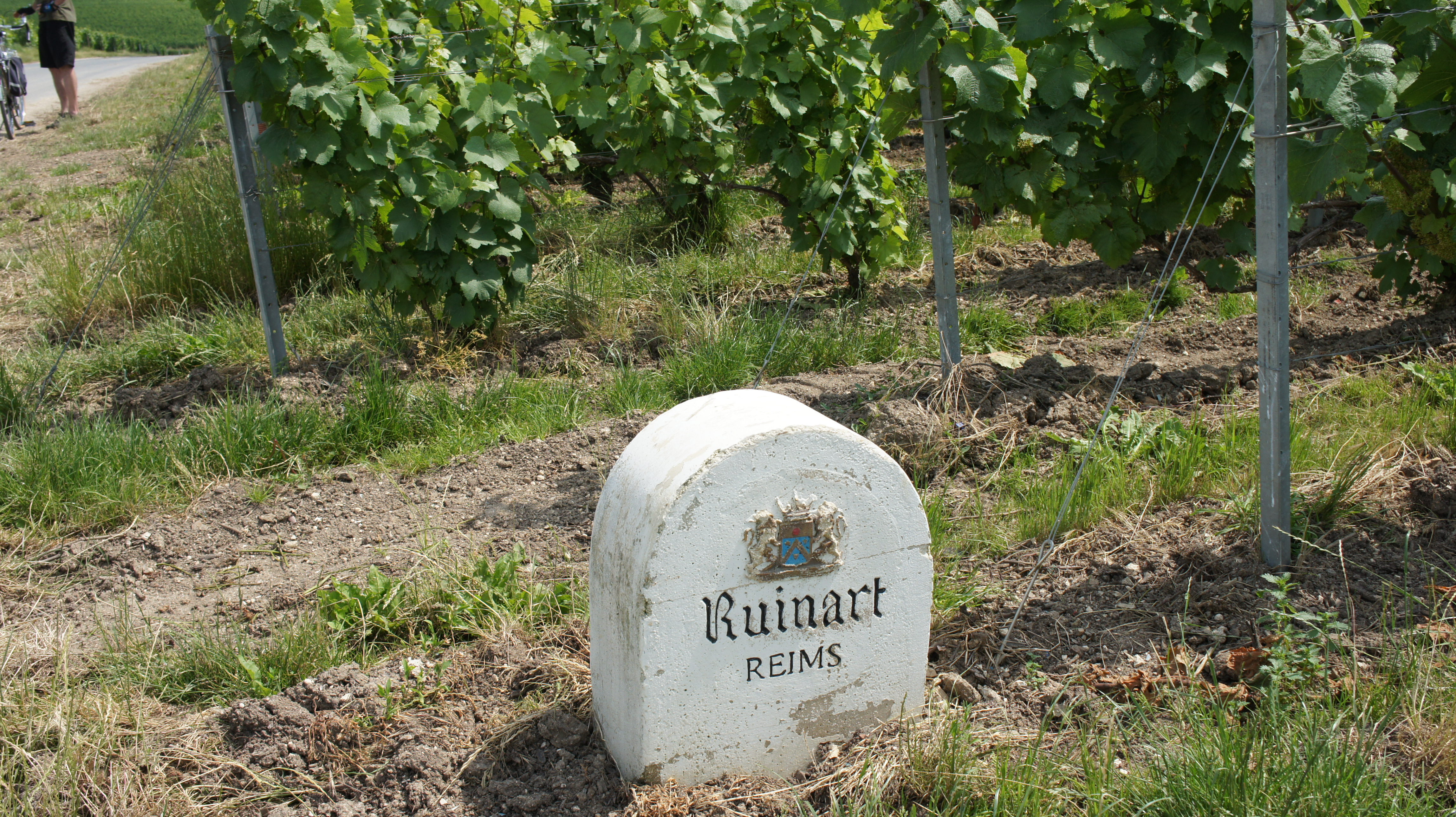
Marque Ruinart dans les vignes.
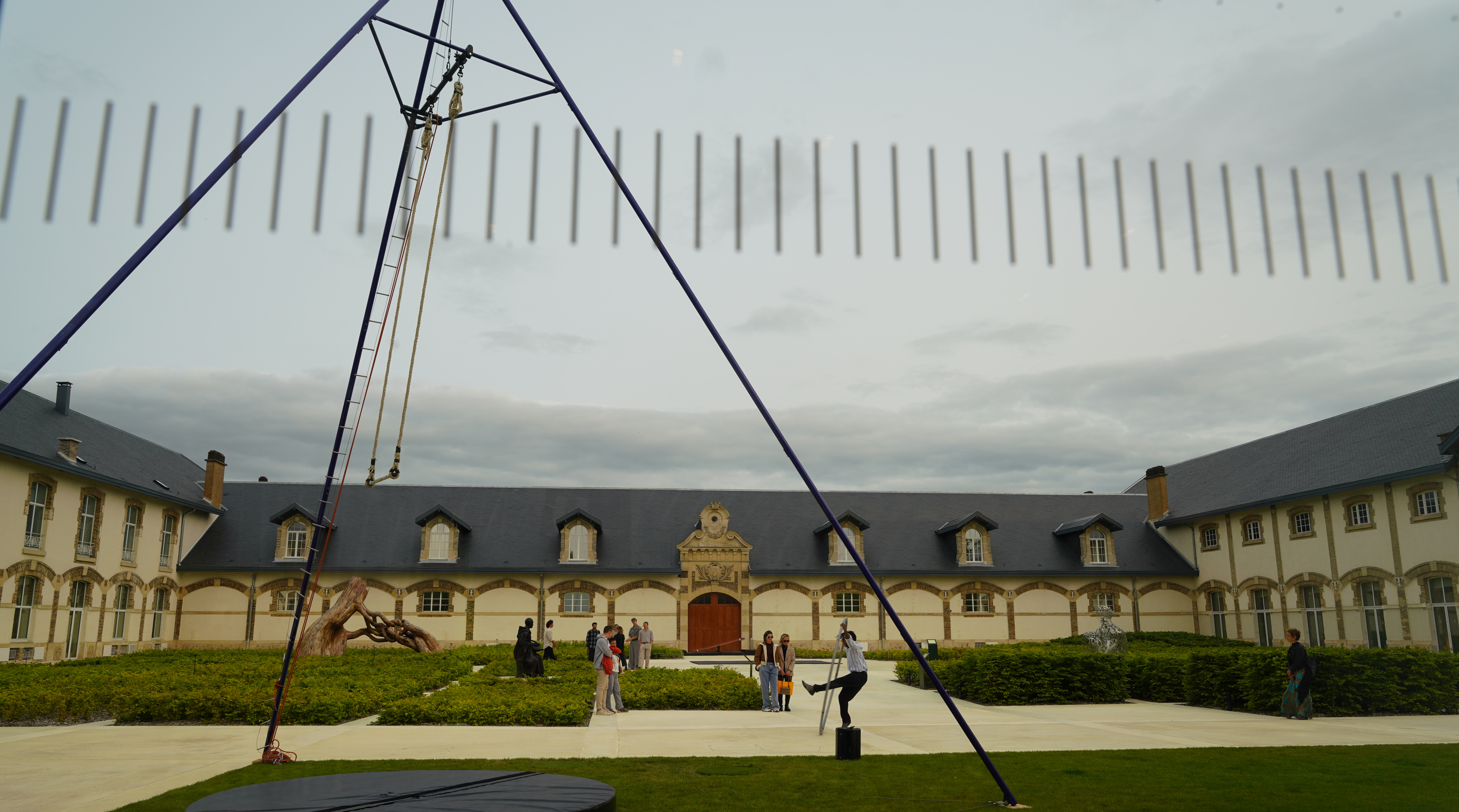
La cour à Reims.
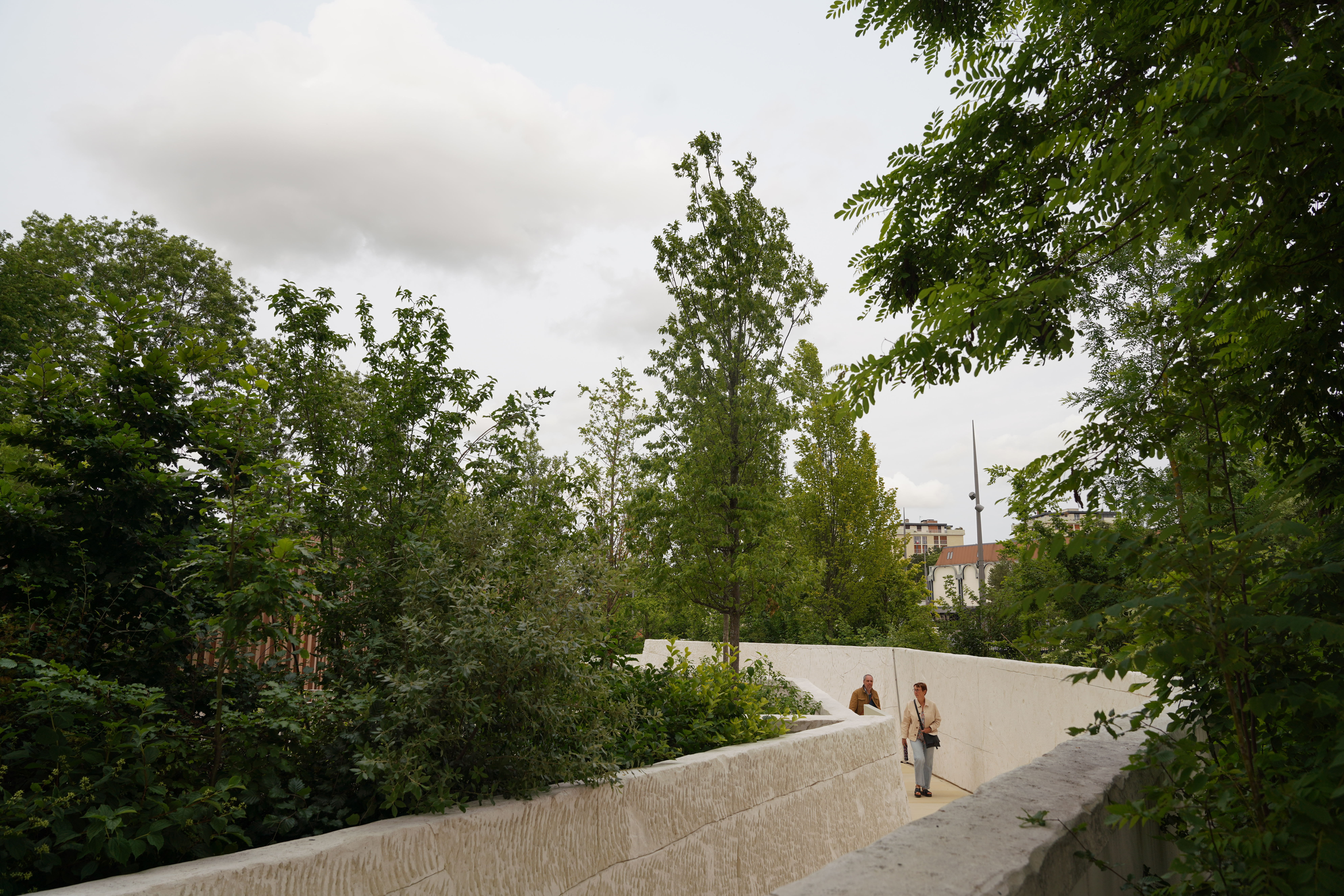
L'entrée du jardin
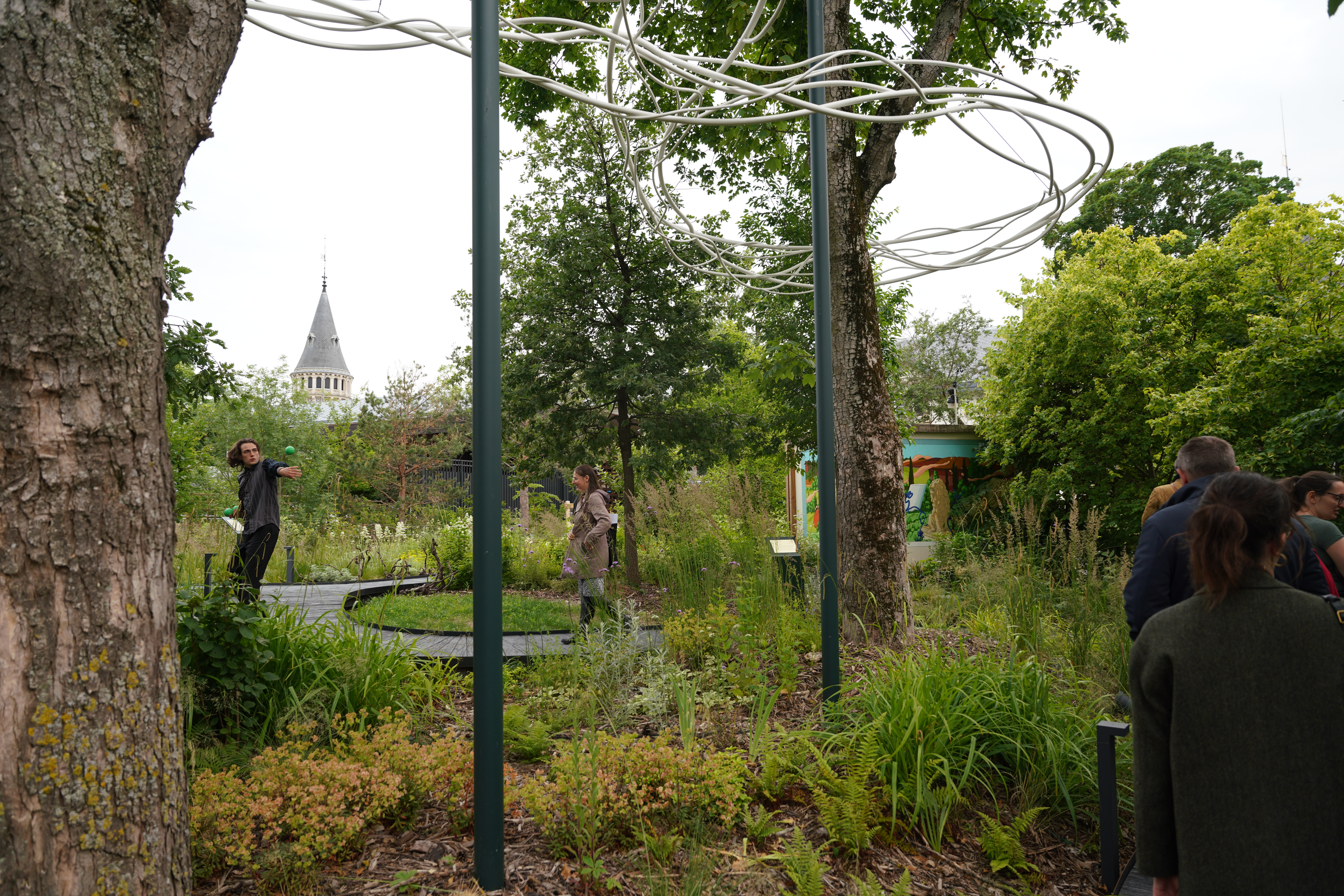
et un détail.